# Elżbieta Nowak
Elżbieta Maria Nowak (w latach 1996–2012 po mężu Trześniewska, ur. 2 września 1972 w Jeleniej Górze) – polska koszykarka, występująca na pozycji środkowej, wielokrotna reprezentantka i mistrzyni Polski, mistrzyni Europy z 1999, uczestniczka Igrzysk Olimpijskich w Sydney w 2000. Obecnie jest trenerem koszykarek w Klubie AKS SMS Łódź.

## Życiorys

### Kariera klubowa
Grę w koszykówkę rozpoczęła w 1984 w Szkolnym Klubie Sportowym „Wichoś” przy Szkole Podstawowej nr 8 w Jeleniej Górze. W II połowie lat 80. występowała w zespole MKS MDK Karkonosze Jelenia Góra, odnosząc sukcesy na szczeblu młodzieżowym. Od początku kariery jej trenerem był późniejszy mąż Mirosław Trześniewski. W sezonie 1989/1990 debiutowała w ekstraklasie w zespole ROW Rybnik. Od 1990 do 1994 występowała we Włókniarzu Pabianice, z którym zdobyła dwa mistrzostwa Polski (1991, 1992) i dwa tytuły wicemistrzowskie (1993, 1994). W latach 1994–1998 była zawodniczką ŁKS Łódź, zdobywając kolejne dwa tytuły mistrzyni Polski (1995, 1997) i dwa tytuły wicemistrzowskie (1996, 1998). Przez osiem lat z rzędu grała w finałach mistrzostw Polski. W 1998 została zawodniczką MTK Pabianice (dawny Włókniarz). Z klubem tym zdobyła cztery tytuły wicemistrzowskie (2000, 2001 – z tym, że w sezonie 2000/2001 zagrała tylko w czterech spotkaniach, 2002, 2003) i dwa brązowe medale mistrzostw Polski (1999, 2004). W sezonie 2005/2006 była zawodniczką Orła Polkowice, a karierę zakończyła w Wiśle Kraków w sezonie 2006/2007, zdobywając swój piąty tytuł mistrzyni Polski. Łącznie w polskiej ekstraklasie grała przez 18 lat, zdobywając 15 medali mistrzostw Polski (5 złotych, 8 srebrnych i 2 brązowe), opuściła jedynie większą część sezonu 2000/2001.
W klubowych rozgrywkach międzynarodowych jej największym sukcesem był półfinał Pucharu im. Liliany Ronchetti w 1998.

### Kariera reprezentacyjna
W reprezentacji seniorek występowała w latach 1991–2005. Jej największym sukcesem było mistrzostwo Europy w 1999. Ponadto wystąpiła na turnieju Igrzysk Olimpijskich w Sydney w 2000 (8. miejsce), mistrzostwach świata w 1994 (13. miejsce) oraz jeszcze trzy razy na mistrzostwach Europy (1993 – 5. miejsce, 2003 – 4. miejsce, 2005 – 7. miejsce). W 1989 wystąpiła na mistrzostwach Europy kadetek (10. miejsce), a w 1990 na mistrzostwach Europy juniorek (11. miejsce).

### Po zakończeniu kariery sportowej
W 2008 została wiceprezesem Zarządu Łódzkiego Związku Koszykówki. W 2009 roku pracowała jako prezenterka wiadomości sportowych w TVP3 Łódź. Na początku sezonu 2011/2012 została asystentem trenera Piotra Neydera w kobiecej ekstraklasowej drużynie Widzewa Łódź, a od grudnia 2011 do końca sezonu 2011/2012 była pierwszym trenerem tej drużyny. W sezonie 2012/2013 pracuje ponownie jako II trener łódzkiego zespołu u boku Ryszarda Andrzejaka. Od 2011 r. pracuje jako trener w Szkole Mistrzostwa Sportowego Marcina Gortata. Od 2013 r. jest II trenerem reprezentacji Polski dziewcząt U-18, asystując wraz z Rafałem Czyszpakiem, trenerowi głównemu Romanowi Skrzeczowi. W lutym 2015 została ponownie trenerką Widzewa. W grudniu 2016 objęła funkcję szkoleniowca koszykarek ŁKS-u Łódź. Od 2017 roku trener koszykarek w klubie AKS SMS Łódź.
28 września 2024 wystąpiła w charytatywnym meczu koszykarskim „Olimpijczycy i Paraolimpijczycy dla Powodzian”, z którego dochód został przeznaczony na remont zniszczonej przez powódź hali „Obuwnik” w Prudniku (hala Pogoni Prudnik i Zarzewia Prudnik).

### Życie prywatne
W latach 1996–2011 była żoną Mirosława Trześniewskiego. Ma dwoje dzieci.

## Odznaczenia i wyróżnienia
W 1999 odznaczona Złotym Krzyżem Zasługi.